# Żółte Wody
Żółte Wody (ukr. Жовтi Води, Żowti Wody, do 1957 roku Żółta Rzeka) – miasto na Ukrainie, w obwodzie dniepropetrowskim, nad rzeką Żowtą.
Liczba mieszkańców: 31 tysięcy, powierzchnia: 33,25 km².

## Historia
Nazwa miasta pochodzi od nazwy rzeki (Żowta), nad którą jest położone. Jedno z uroczysk w dolinie rzeki zostało kiedyś nazwane Żółtymi Wodami. W 1648 roku Stefan Potocki przegrał tu bitwę z powstańcami Bohdana Chmielnickiego.
W XVII wieku powstał tu chutor Kozaków, a potem wieś Żółte.
W 1895 roku rozpoczęto wydobycie rud żelaza, a potem, od 1950 roku – uranu.
W 1957 roku miejscowość otrzymała prawa miejskie.

## Gospodarka
W 1951 roku uruchomiono w Żółtych Wodach „Wostoczno Gorno-Obogatitielnyj Kombinat”, zakłady te dały początek miastu. Kombinat ten jest największym w Europie producentem wzbogaconego uranu, oraz największym na Ukrainie producentem kwasu siarkowego. W Żółtych Wodach wydobywane są także rudy rzadkiego metalu – skandu.